# 베를린 테겔역
베를린 테겔역(Bahnhof Berlin-Tegel)은 베를린 라이니켄도르프구 테겔에 있는 크레멘선의 철도역이다. 베를린 S반 S25 열차가 운행한다. 베를린 테겔 공항과는 이름만 동일하며 멀리 떨어져 있다. 역 북쪽으로 고르키슈트라세(Gorkistraße) 철도 건널목이 있으며, 출구는 노반 양쪽으로 개설되어 있다. 베를린 지하철 6호선의 알트테겔역은 환승역으로 지정되어 있으나 가장 가까운 출구가 약 400 m 떨어져 있다.

## 역사

### 초기
독일 제국 시기인 1893년에 크레멘선이 개통하면서 테겔역은 개통 당시에 개업했다. 베를린 슈테틴역(현재의 베를린 북역)에서 베를린 북부선을 따라서 분기역인 쇤홀츠역에서 크레멘선으로 열차가 진입했다. 노선 개통 당시에는 펠텐역까지 운행했으며, 1893년 12월 20일에 크레멘으로 연장되었다.
1898년에 테겔 지역에 보르지히 공장이 들어서면서 화물 철도가 운행했고, 테겔역까지의 구간이 복선화되어 1905년 10월 1일에 개통했다. 이 과정에서 테겔역에 화물역이 들어섰다. 1910년에는 헤니히스도르프에 AEG 공장이 들어서면서 크레멘선의 쇤홀츠-펠텐 구간이 간선 철도로 격상되었다. 크레멘선의 펠텐역까지의 구간은 1921년부터 1927년까지 복선화되었고 당시 노선은 근교선, 장거리선 여객 열차와 화물 열차가 공유했다. 1908년에 개통한 테겔-프리드리히스펠데 산업선은 1922년에 테겔역 남단과 연결되었으며, 베를린 북동부에 있는 산업체에서 프리드리히스펠데 화물역으로 운반된 화물역이 이 역과 인접한 테겔항을 통해서 수송되었다.

### 전간기
1927년 3월 16일에 근교선이 전철화되었고, 출퇴근 시간에는 10분 배차 간격으로 운행했다. 일간 이용객 수는 평일 약 16,000명, 주말 약 5,000명이었다. 1939년에는 반제선과 더불어서 베를린에서 이용객 수가 가장 많은 근교선이었다.
나치 독일 시기에는 근처에 있었던 보르지히 공장에 강제 노동 공급을 위해서 강제 노동자 수용소가 건설되었다.

### 제2차 세계 대전 이후
제2차 세계 대전 후반부에 S반 운행이 완전히 중단되었고, 1945년부터 1946년까지는 전력 공급이 정상화되지 않았기 때문에 슈테틴 장거리역에서 테겔역까지 증기 기관차 견인 S반 열차가 운행했다. 소련에 전쟁 배상으로 쇤홀츠-펠텐 구간의 복선 선로가 징발되었다. 1947년 11월 16일부터 프리드리히슈트라세-슈테틴역 구간이 남북 터널로 운행을 다시 시작했고 크레멘선의 S반 운행도 전쟁 이전의 전동차 운행으로 복구되었다.

### 베를린 분단기
1961년 8월 13일 베를린 장벽 건설 이후 크레멘선의 운영도 분단되었다. 서베를린 측 종착역은 하일리겐제역이었으며, 동독에서 운행한 장거리 열차는 펠텐역에서 종착했다. S반 보이콧으로 인하여 수요가 감소했고, 1980년 서베를린 S반 파업 당시에도 운행이 유지되었다. 1984년 1월 9일 서베를린 BVG로 S반 영업권이 양도되면서 쇤홀츠-테겔-하일리겐제 구간 열차 운행이 중단되었다. 이 시기에는 과거 보르지히 공장 일대에 입주한 기업의 화물 영업용 및 프랑스 군용으로만 노선이 유지되었다. 메르키셰스 피어텔 화력 발전소 방면으로는 과거 테겔-프리드리히스펠데 산업선의 경로를 따라서 매주 2-3회 석탄 화물 열차가 운행했다.

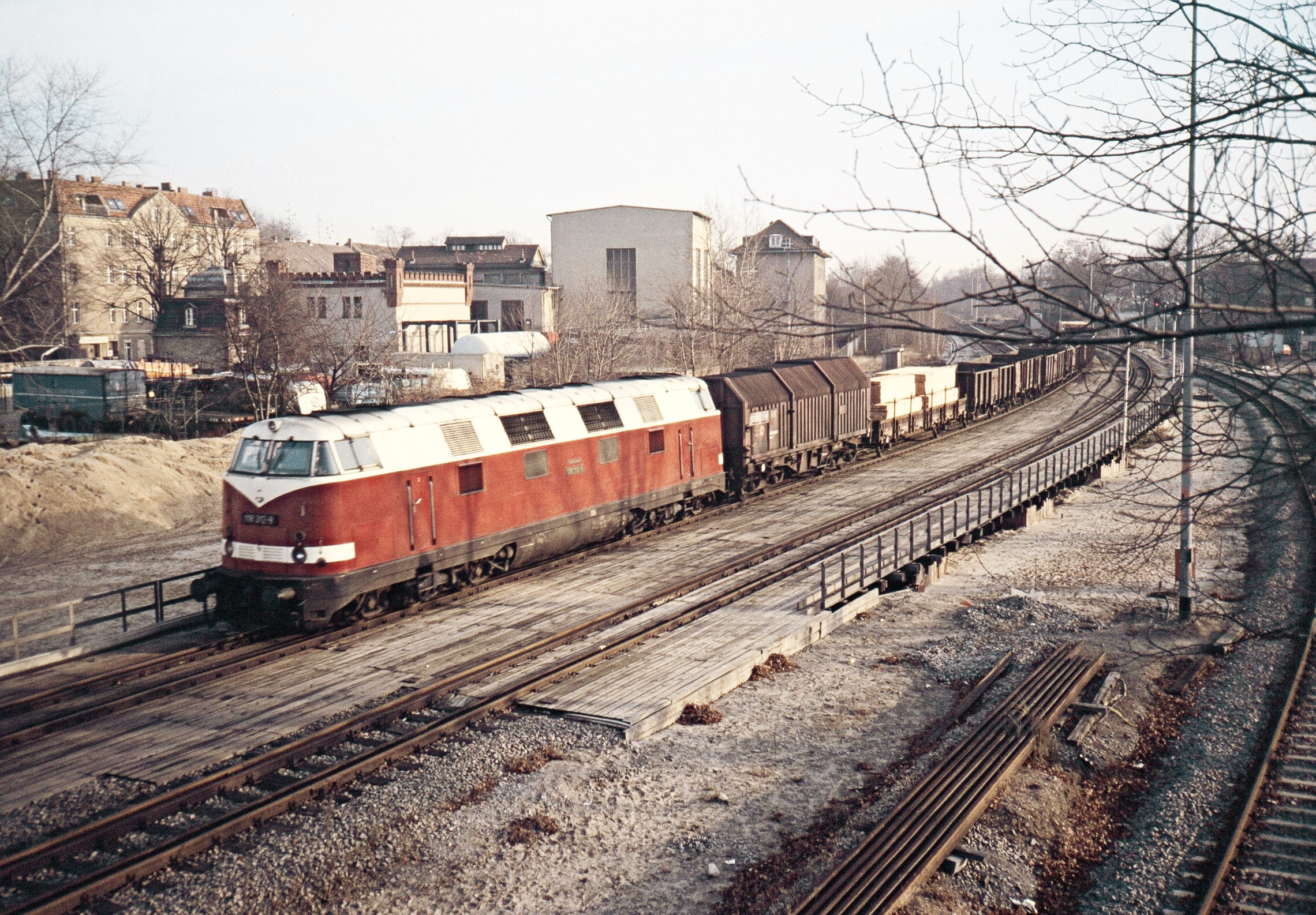
아우토반 건설 현장을 지나는 임시 철교를 통과하는 V 180형 기관차, 1986년
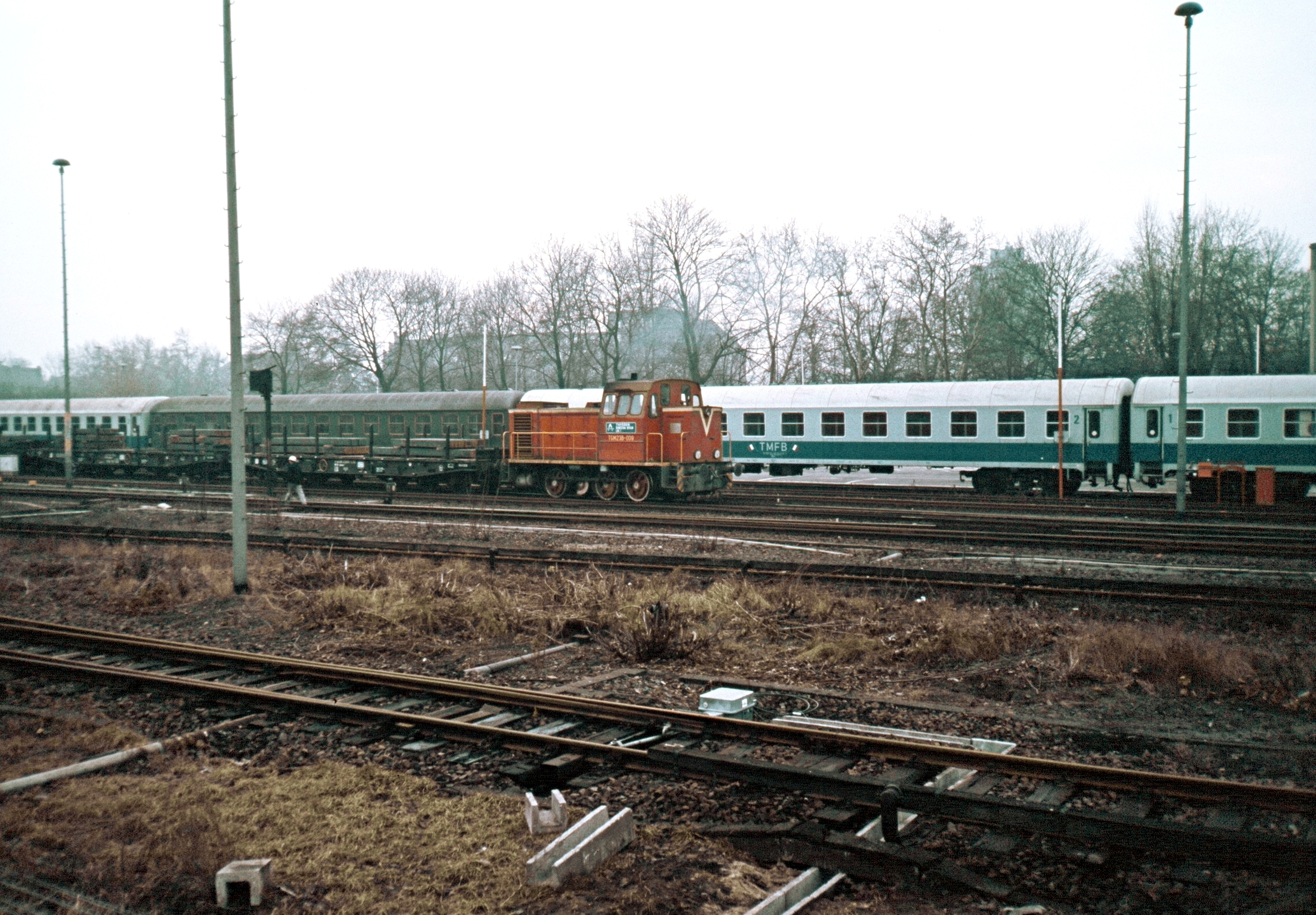
티센 반트슈탈 AG 소속 TGM23B 입환기와 프랑스군용 객차
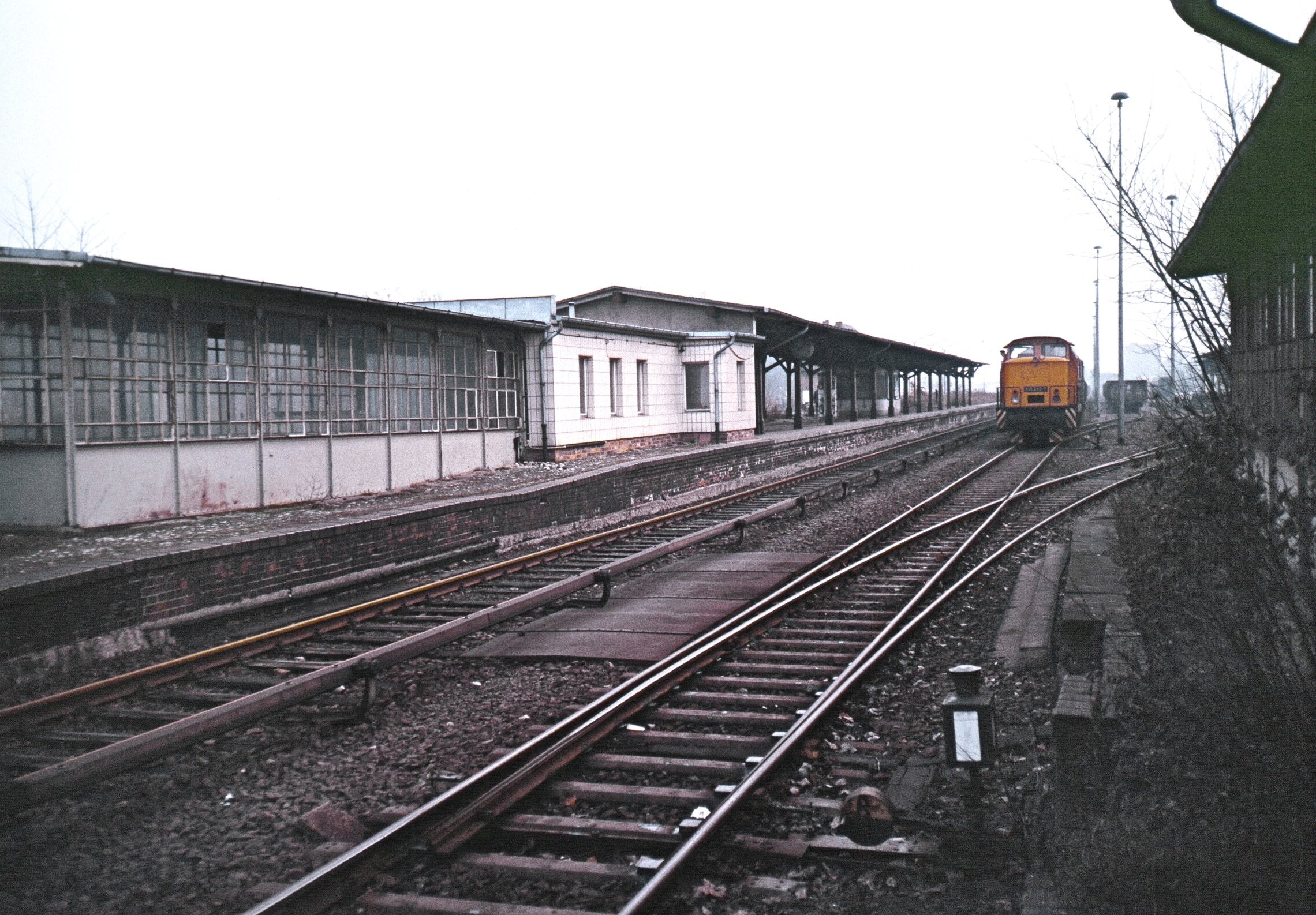
영업을 중단한 여객 승강장과 화물역, 1986년
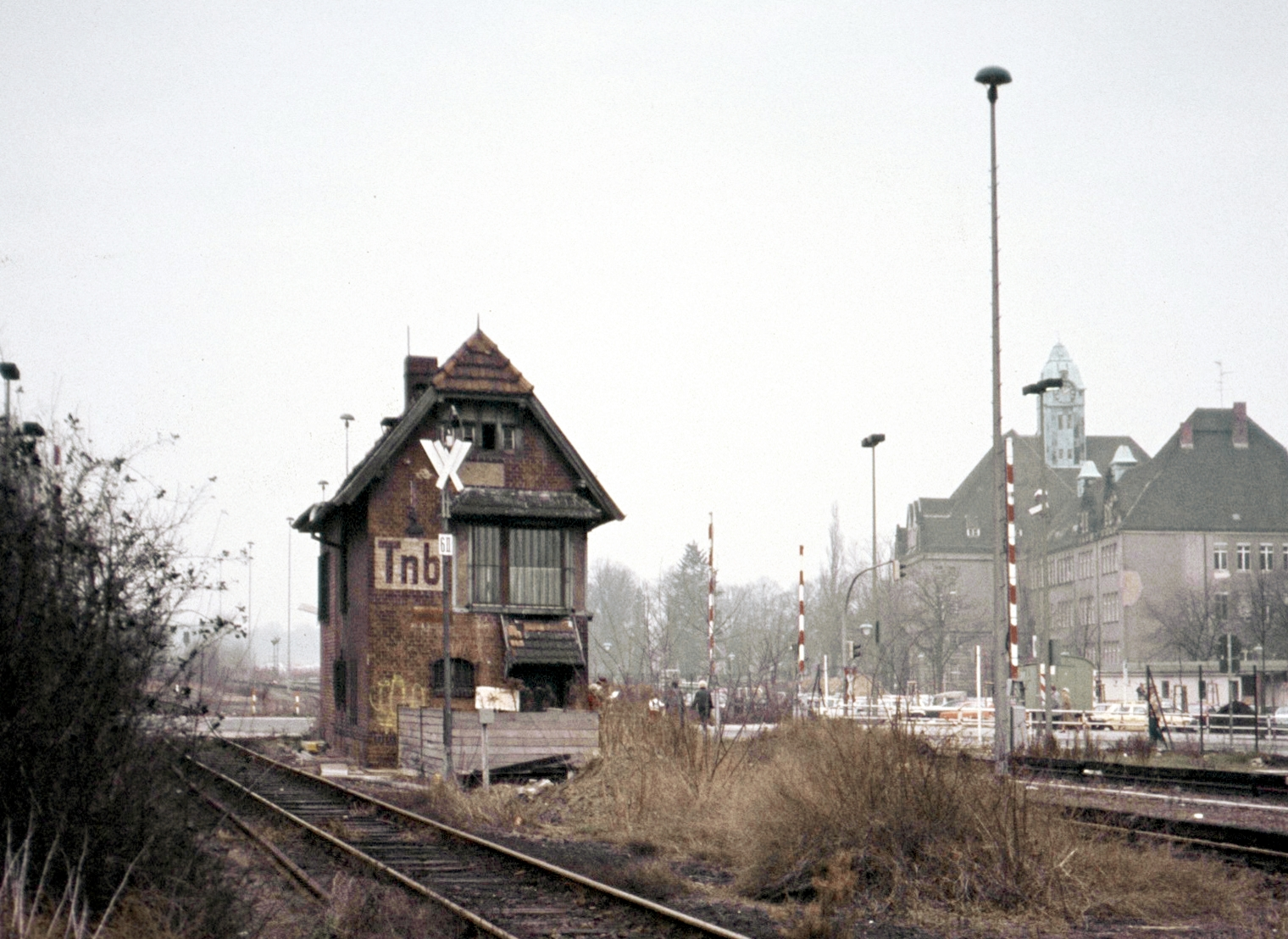
고르키슈트라세 철도 건널목 앞의 Tnb 신호소, 1986년

### 재통일 이후

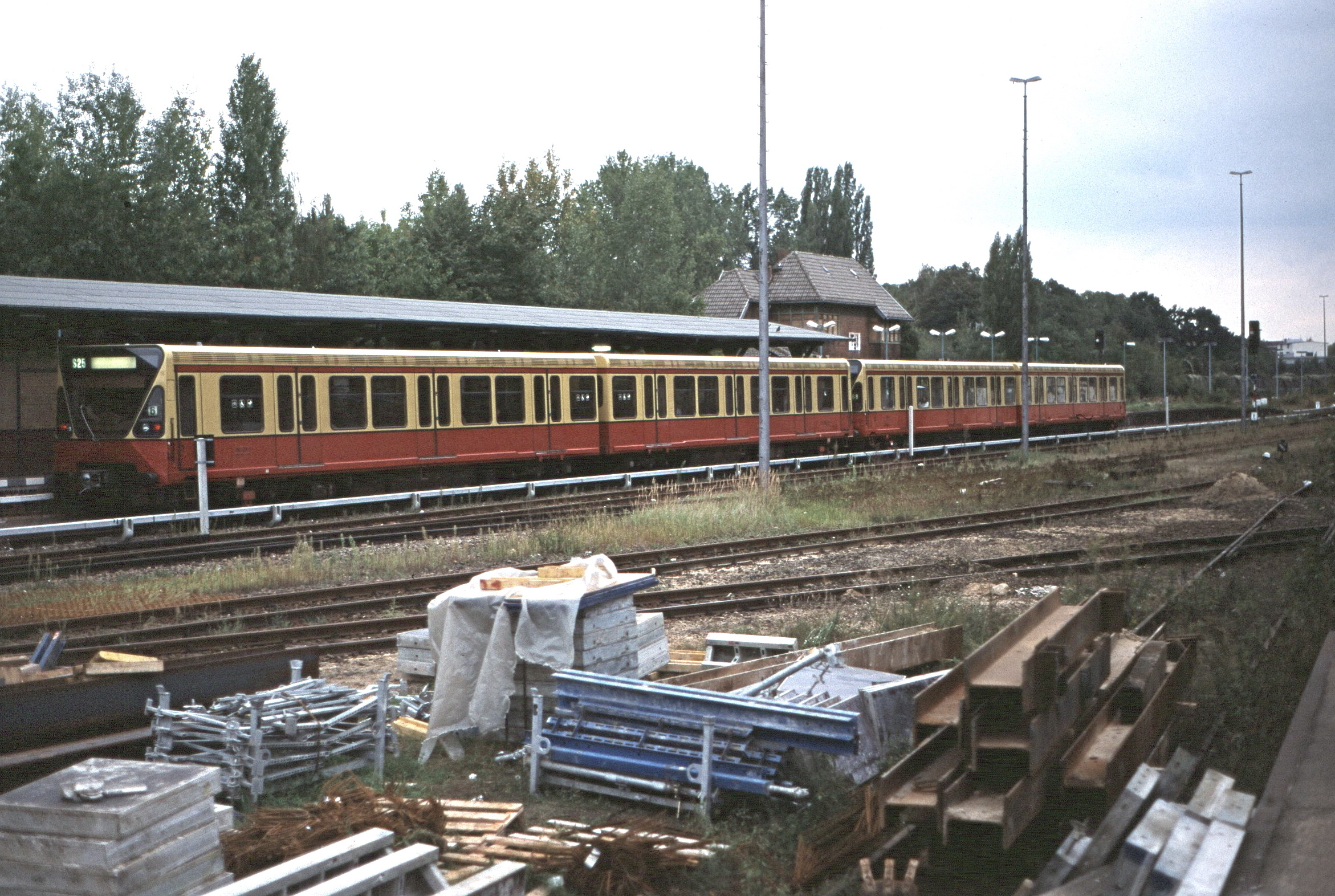
480형 전동차와 과거 화물선, 1998년

독일의 재통일 이후 S반 노선 복구가 시작되었고, 크레멘선도 쇤홀츠-헤니히스도르프 구간 S반 운행 재개가 결정되었다. 개보수공사는 2단계로 나누어서 진행되었다. 1995년 5월 28일에는 고르키슈트라세 철도 건널목 개보수공사 및 일부 철교 완공과 함께 쇤홀츠-테겔 구간의 운행이 재개되었다. 1998년 12월 15일부터는 헤니히스도르프역까지 구간의 운행이 재개되었다.
개보수공사 과정에서 테겔역 구내 선로는 복선화되었으나, 크레멘선 본선 자체는 단선이다. 과거 테겔 화물역의 건물 일부는 보존되어 벼룩시장 및 기타 행사용으로 사용된다. 신호소 건물 2곳도 유지되었으나 실질적인 신호소로서의 기능은 수행하지 않는다. 보르지히 공장으로 향하는 인입선 및 1997년 테겔-프리드리히스펠데 산업선 폐선과 장거리 열차 폐지로 인하여 교통량이 감소하면서 역 일대의 과거 선로 부지는 한동안 나대지로 방치되었다가, 2006년부터 2007년까지 역 남서쪽 철도부지에 노인 요양원이 들어섰다.
2012년 8월 21일 11시 ᅟ42분경 관제사가 안전측선 방면으로 분기기를 너무 빠르게 조작하면서 헤니히스도르프 방면으로 출발한 열차 중 2량이 탈선했다. 이 사고로 6명이 경상을 입었다.
2021년 10월에 전자식 신호소가 가동을 개시했고, 쇤홀츠역 구내 외부부터 헤니히스도르프까지의 크레멘선 구간을 담당한다. 라이니켄도르프, 테겔, 하일리겐제역에 있었던 계전기식 신호소를 대체한다. 이 과정에서 S반 승강장 남쪽의 인상선이 연장되었다.

## 프랑스 군용역

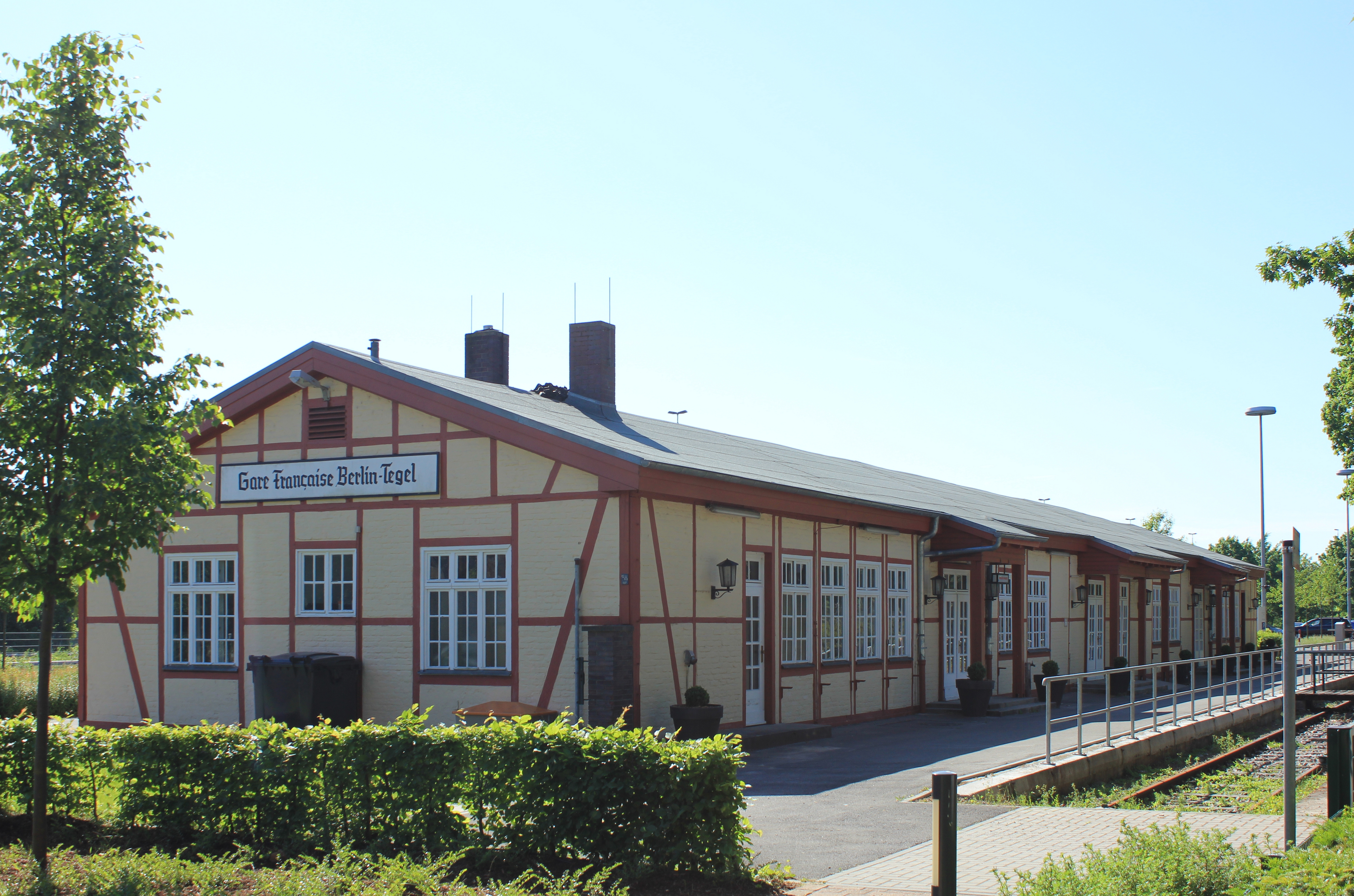
프랑스 군용역

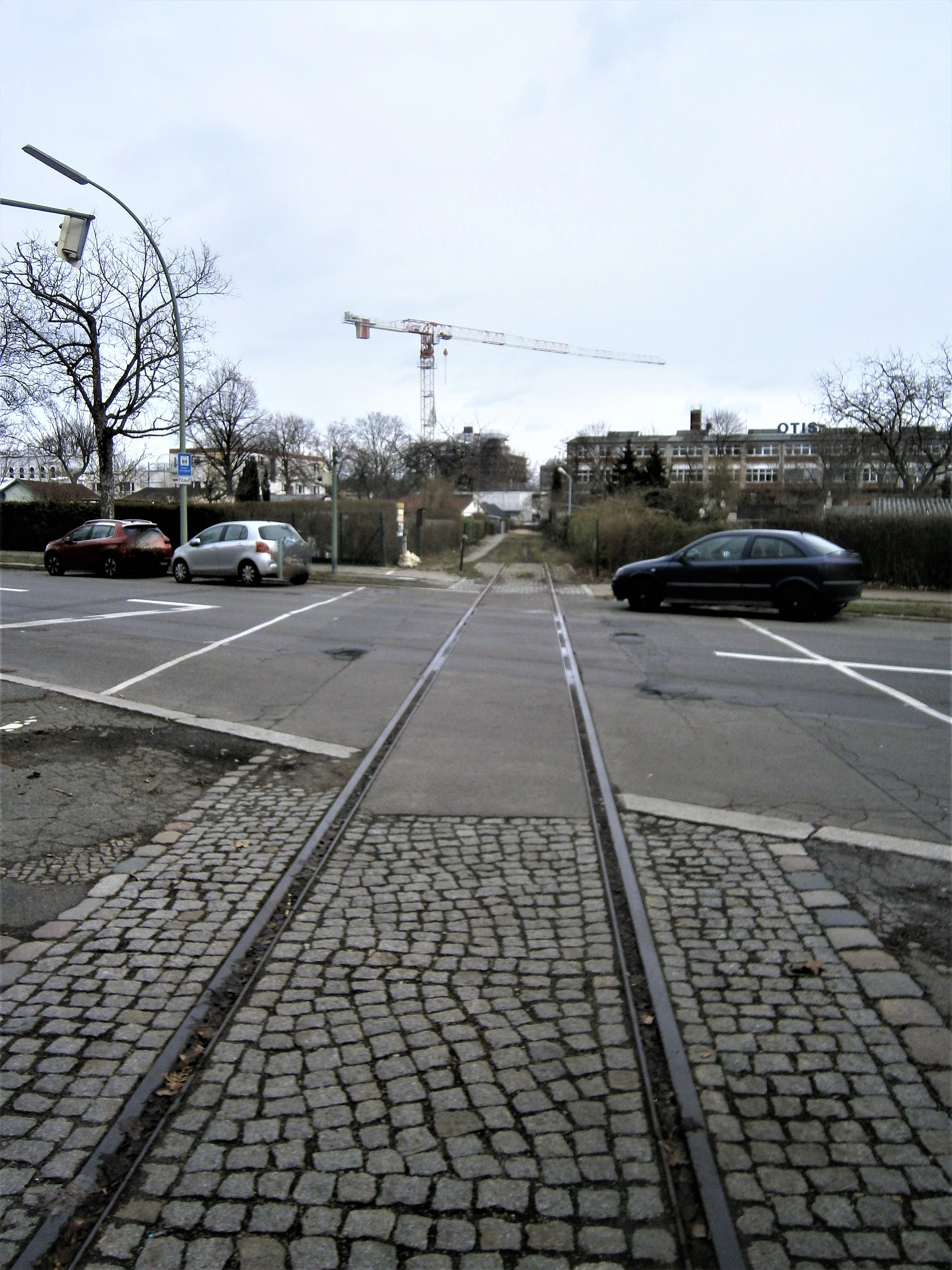
자이델슈트라세 노면 교차, 2019년

연합군에 의해 베를린이 분단되면서 테겔역은 이 일대를 점령한 프랑스군의 군용 열차역으로 사용되었다. 1947년 12월 6일 프랑스군 사령관 장 가네발(Jean Ganeval)이 프랑스 군용역 개통식에 참석했다. 프랑스군 및 군용 물자 수송을 위해서 테겔 화물역 일부를 프랑스군이 점유하여 베를린 테겔 프랑스역(프랑스어: Gare Française Berlin-Tegel)으로 개칭했다. 최초의 군용 열차는 1945년 11월 18/19일 바덴바덴에서 베를린 반제역을 경유하여 여기까지 운행했고, 군 전용 여객 승강장이 별도로 설치되었다. 1946년 11월 12일/13일부터는 프랑스군용 DFA 651 열차가 마인츠에서 베를린 테겔역, DFA 652 열차가 그 반대 방향으로 매주 3회 운행했다. 테겔역에서 운행하는 프랑스군용 열차는 프랑스 열차(Franzosenzüge)라고 불렸다. 과거 헤르만 괴링 막사를 징발한 나폴레옹 사령부(Quartier Napoléon)에 주베를린 프랑스군 사령부가 설치되었다.
전차와 같은 군용 장비 수송 편의를 위하여 테겔역에 있었던 오티스 엘리베이터 인입선이 쿠르트슈마허담을 경유하여 프랑스군 주둔지까지 연장되었다. 프랑스군 철군 이후 노선의 흔적은 테겔 교도소 인근 자이델슈트라세 일대에 남아 있다.
베를린 봉쇄 기간에는 약 13개월 동안 열차가 운행하지 않았다. 1948년 4월 21일에는 베를린 방면 전체 열차 운행이 중단되었고, 1948년 6월 24일부터 1949년 5월 12일까지 봉쇄가 진행되었다. 그 기안 동안 프랑스군 관계자 및 가족, 베를린 내 프랑스 시설 관계자에게만 열차 이용이 허용되었다. 해당 열차에는 객차뿐만 아니라 화차도 같이 편성되었고, 베를린에서 사망한 프랑스군 시신은 냉장 화차로 본국으로 수송되었다. 1980년대에는 프랑스군 열차가 독일국영철도에서는 DB 1040/1041 b(b: 점령군, Besatzungsmacht), 독일연방철도에서는 Dm 38040/38041 열차로 운행했다. 마지막까지의 운행 경로는 테겔역에서 베를린 순환선을 경유하여 스트라스부르까지 운행했다.
1994년 8월 30일에 스트라스부르 방면 군용 열차가 마지막으로 운행했고 프랑스역도 영업을 중단했다. 역 건물은 2004년까지는 벼룩시장으로 사용되었다. 2006년 3월부터는 화물역 부지 일대 12,000 m²에 노인 요양원이 건설되었고, 요양원 운영사 측에서 프랑스역 건물을 매입하여 개보수했다. 현재 베를린의 건축유산으로 지정되어 있으며, 내부 시설물은 비어 있는 상태로 행사용으로 임대할 수 있다. 건축유산으로 지정되어 있어서 건물 외관은 변경할 수 없다.

## 인접 정차역
역 광장에서 베를린 버스 133, N25번과 환승할 수 있다. 인접해 있는 알트테겔역에는 더 많은 버스 노선이 정차한다.
| 베를린 S반                     | 베를린 S반 | 베를린 S반                    |
| ------------------------------ | ---------- | ----------------------------- |
| 슐첸도르프 헤니히스도르프 방면 | S25        | 아이히보른담 텔토 슈타트 방면 |